# Теннис на колясках

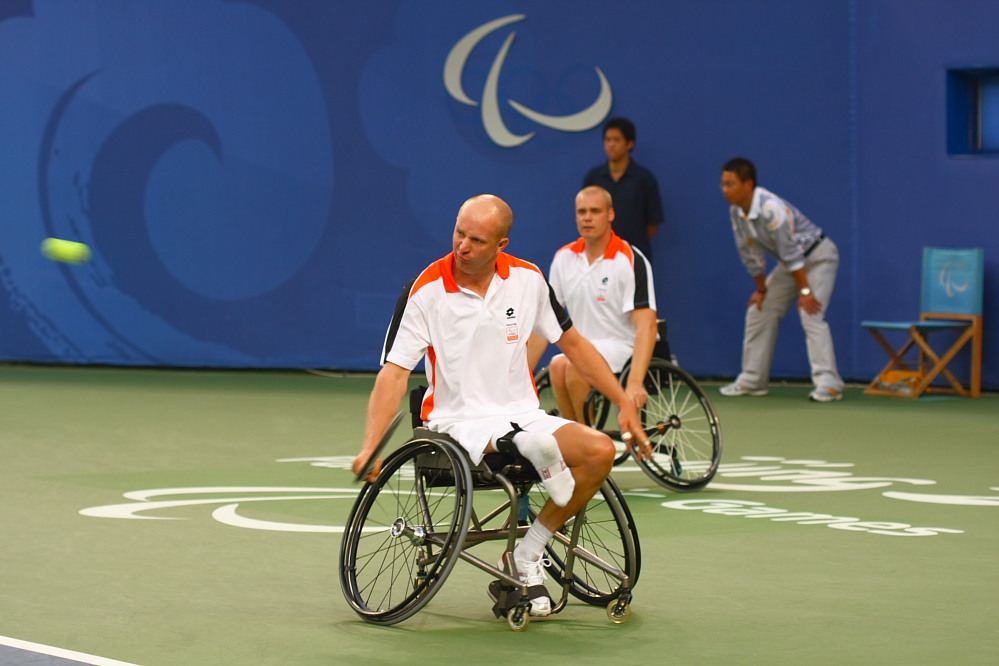
Теннис на инвалидных колясках. Летние Паралимпийские игры 2008

Теннис на колясках — разновидность тенниса, адаптированная для игры людей с инвалидностью. В игре используются стандартные площадка и инвентарь, основные отличия в правилах заключаются в том, что спортсменам разрешено передвигаться при помощи инвалидных колясок, а удар по мячу можно наносить не только после первого, но и после второго отскока мяча о поверхность, при этом второй отскок может быть за пределами корта.
Теннис на инвалидных колясках является официальным паралимпийским видом спорта, соревнования по теннису на инвалидных колясках проводятся на всех четырёх турнирах большого шлема, Международная федерация тенниса организует регулярный тур соревнований для теннисистов-колясочников — ITF Wheelchair Tennis Tour.